# میندی کالینگ
میندی کالینگ (انگلیسی: Vera Mindy Chokalingam؛ زادهٔ ۲۴ ژوئن ۱۹۷۹) هنرپیشه اهل ایالات متحده آمریکا است.

## بخشی از فیلمشناسی
از فیلم‌ها یا برنامه‌های تلویزیونی که وی در آن نقش داشته‌است می‌توان به آثار زیر اشاره کرد.
- باکره چهل‌ساله (۲۰۰۵)
- جواز ازدواج (۲۰۰۷)
- شب در موزه: نبرد اسمیتسونین (۲۰۰۹)
- من نفرت‌انگیز (۲۰۱۰)
- بدون تعهد (۲۰۱۱)
- رالف خرابکار (۲۰۱۲)
- پنج سال نامزدی (۲۰۱۲)
- این پایان کار است (۲۰۱۳)
- شب قبل (فیلم ۲۰۱۵) (۲۰۱۵)
- درون و بیرون (فیلم ۲۰۱۵) (۲۰۱۵)
- هشت یار اوشن (۲۰۱۸)
- یک چین و چروک در زمان (۲۰۱۸)
- اداره (۲۰۰۵–۲۰۱۳)
- زیاد ذوق‌زده نشو (۲۰۰۵)
- سسمی استریت (۲۰۱۴)